# توربن ثين
توربن ثين (بالألمانية: Torben Theine) مواليد 10 يوليو 1968 في باد أوينهاوزن، ألمانيا الغربية، هو لاعب كرة مضرب ألماني سابق بدأ مسيرته كمحترف سنة 1986 وكان يلعب باليد اليسرى. أعلى تصنيف له في الفردي كان المركز الـ 208 في سنة 1988. أعلى تصنيف له في الزوجي كان المركز الـ 219 في سنة 1988.

## النهائيات

### الزوجي: (2)
| الرقم | السنة | الدورة           | الأرضية | الشريك       | المنافس في النهائي                   | النتيجة في النهائي |
| ----- | ----- | ---------------- | ------- | ------------ | ------------------------------------ | ------------------ |
| 1.    | 1988  | غراتس, النمسا    | صلبة    | دنيس ماسدورب | ستانيسلاف بيرنر أليساندرو دي مينيسيس | 6–4, 6–4           |
| 2.    | 1988  | باريولي, إيطاليا | ترابية  | أندرياس ليش  | ماسيمو سيرو أليساندرو دي مينيسيس     | 6–3, 6–1           |

## روابط خارجية
- توربن ثين على موقع رابطة محترفي التنس (الإنجليزية)
- توربن ثين على موقع الاتحاد الدولي لكرة المضرب (الإنجليزية)
- توربن ثين على موقع خلاصة التنس.كوم (الإنجليزية)